# Sydir Czuczman
Sydir Czuczman (ur. 1 czerwca 1889 w Busku, zm. 18 sierpnia 1942 we Lwowie) – ukraiński działacz niepodległościowy, prawnik, wojskowy, nacjonalista.
Uczęszczał do klasy z Jewhenem Konowalcem, z którym również się przyjaźnił. Ukończył studia prawnicze na Uniwersytecie Lwowskim.
W czasie I wojny światowej był żołnierzem armii austro-węgierskiej, dostał się do niewoli rosyjskiej pod Przemyślem. Po ucieczce z niewoli, razem z Konowalcem organizował oddziały Strzelców Siczowych, uczestniczył w likwidacji bolszewickiego przewrotu w Kijowie.
W 1918 był oficerem Ukraińskiej Armii Halickiej w sztabie Dmytra Witowśkiego. Jego młodszy brat Julijan był również oficerem Armii Halickiej i adiutantem Witowśkiego, wraz z nim zginął w katastrofie lotniczej w 1919.
W latach 20. XX wieku był członkiem dowództwa Ukraińskiej Organizacji Wojskowej, a następnie jednym z organizatorów i członków Głównego Prowodu Organizacji Ukraińskich Nacjonalistów. W latach 30. przebywał na emigracji, był przedstawicielem OUN w państwach nadbałtyckich i Skandynawii.
Po wybuchu wojny niemiecko-sowieckiej chory powrócił do Lwowa. Był aresztowany przez gestapo, zmarł śmiercią naturalną w areszcie. Pochowany na Cmentarzu Łyczakowskim.